# Tony Gallopin
Tony Gallopin (Dourdan, 24 mei 1988) is een Frans voormalig wielrenner. Hij is de zoon van voormalig wielrenner Joël Gallopin en de neef van ploegleider Alain Gallopin. Hij was gedurende twaalf jaar samen, waarvan vijf getrouwd, met de Franse oud-wielrenster Marion Rousse.

## Carrière
Gallopin werd in 2006 tweede tijdens de Europese kampioenschappen tijdrijden voor junioren in Valkenburg. Daarnaast werd hij op het wereldkampioenschap in Spa-Francorchamps derde in zowel de tijdrit als de wegwedstrijd. Zijn eerste profzege behaalde hij in 2010 in de Ronde van Luxemburg, waarin hij de derde etappe wist te winnen. In datzelfde jaar deed hij aan zijn eerste grote ronde mee; in de Ronde van Spanje eindigde Gallopin op plek 89. In 2013 won Gallopin de wielerklassieker Clásica San Sebastián. In 2014 stapte hij over naar de Belgische ploeg Lotto-Belisol. Voor dit team veroverde hij de gele trui in de negende etappe van de Ronde van Frankrijk naar Mulhouse. Een dag later, op de Franse nationale feestdag, verloor hij de leiderstrui alweer aan Vincenzo Nibali.
In december 2014 verlengde Gallopin zijn contract bij Lotto Soudal tot 2017.

## Palmares

### Overwinningen
2010
3e etappe Ronde van Luxemburg
2011
Flèche d'Emeraude
2e etappe Ronde van de Limousin
Eindklassement Coupe de France
2012
Jongerenklassement Ronde van Oman
Jongerenklassement Ronde van Beieren
2013
Clásica San Sebastián
2014
11e etappe Ronde van Frankrijk
2015
4e etappe Ster van Bessèges
6e etappe Parijs-Nice
2016
Grote Prijs van Wallonië
2017
5e etappe Ster van Bessèges
2018
5e etappe (ITT) Ster van Bessèges
Eindklassement Ster van Bessèges
7e etappe Ronde van Spanje
2021
Tussensprintklassement Ronde van de Verenigde Arabische Emiraten

### Resultaten in voornaamste wedstrijden
| Jaar | Ronde van Italië | Ronde van Frankrijk | Ronde van Spanje |
| ---- | ---------------- | ------------------- | ---------------- |
| 2010 |                  |                     | 89e              |
| 2011 |                  | 79e                 |                  |
| 2012 |                  | opgave              |                  |
| 2013 |                  | 58e                 |                  |
| 2014 |                  | 29e (1)             |                  |
| 2015 |                  | 31e                 |                  |
| 2016 |                  | 71e                 |                  |
| 2017 |                  | 21e                 |                  |
| 2018 |                  | opgave              | 11e (1)          |
| 2019 | opgave           | 56e                 |                  |
| 2020 | opgave           |                     |                  |
| 2021 | 60e              |                     |                  |
| 2022 |                  | 37e                 |                  |
| 2023 |                  | 86e                 |                  |

(*) tussen haakjes aantal individuele etappe-overwinningen
| Jaar | Milaan-San Remo | Gent-Wevelgem | Ronde van Vlaanderen | Parijs-Roubaix | Amstel Gold Race | Luik-Bast.‑Luik | Ronde van Lombardije | Brabantse Pijl | Clásica San Sebastián |  | WK op de weg |  | Wereldranglijsten |
| ---- | --------------- | ------------- | -------------------- | -------------- | ---------------- | --------------- | -------------------- | -------------- | --------------------- |  | ------------ |  | ----------------- |
| 2010 |                 |               |                      |                |                  |                 | opgave               |                |                       |  |              |  |                   |
| 2011 |                 |               |                      |                | 30e              | 84e             |                      |                |                       |  | 53e          |  |                   |
| 2012 | 54e             | 67e           | 24e                  | opgave         |                  |                 |                      |                |                       |  | opgave       |  | 149e (UWT)        |
| 2013 |                 |               | opgave               |                | 39e              | 29e             |                      | 13e            | ↑                     |  |              |  | 61e (UWT)         |
| 2014 | 35e             | 39e           | 23e                  |                | 98e              | 35e             | 87e                  | ↑              | 5e                    |  | 6e           |  | 35e (UWT)         |
| 2015 | 9e              |               |                      |                | 6e               | 20e             | 7e                   | 4e             |                       |  | 7e           |  | 40e (UWT)         |
| 2016 | 34e             |               |                      |                | 25e              | opgave          | opgave               | ↑              | ↑                     |  |              |  | 62e (UWT)         |
| 2017 | 46e             |               | 17e                  | opgave         |                  |                 | opgave               |                | ↑                     |  | 13e          |  | 43e (UWT)         |
| 2018 | 26e             | 146e          | opgave               | 55e            |                  |                 |                      |                | opgave                |  | 58e          |  | 111e (UWT)        |
| 2019 |                 |               |                      |                |                  |                 |                      |                | 35e                   |  | 23e          |  | 203e (UWR)        |
| 2020 |                 |               |                      |                |                  |                 |                      |                |                       |  |              |  |                   |
| 2021 |                 |               |                      |                |                  | opgave          |                      |                |                       |  |              |  |                   |
| 2022 | 138e            |               |                      |                |                  | 91e             |                      | 21e            |                       |  |              |  |                   |
| 2023 |                 |               |                      |                |                  | 79e             |                      |                | opgave                |  |              |  |                   |

### Resultaten in kleinere rondes
| Jaar | Parijs-Nice | Tirreno-Adriatico | Ronde van Catalonië | Ronde van het Baskenland | Critérium du Dauphiné | Eneco Tour |
| ---- | ----------- | ----------------- | ------------------- | ------------------------ | --------------------- | ---------- |
| 2011 | opgave      |                   |                     |                          |                       |            |
| 2012 |             | opgave            |                     |                          | 32e                   | 11e        |
| 2013 | 41e         |                   |                     |                          | 33e                   |            |
| 2014 | 10e         |                   |                     |                          | 27e                   |            |
| 2015 | 6e (1)      |                   |                     | opgave                   | 30e                   |            |
| 2016 | 8e          |                   |                     | opgave                   | 44e                   |            |
| 2017 | 10e         |                   |                     |                          | 38e                   | opgave     |
| 2018 | 28e         |                   |                     |                          | 31e                   |            |
| 2019 | opgave      |                   | opgave              |                          |                       |            |
| 2020 |             |                   |                     |                          | 85e                   |            |
| 2021 |             |                   | opgave              |                          |                       |            |
| 2022 |             |                   |                     | 48e                      | 62e                   |            |
| 2023 |             |                   |                     | 40e                      |                       |            |

## Ploegen
- 2008 –  Auber 93
- 2009 –  Auber 93
- 2010 –  Cofidis, le Crédit en Ligne
- 2011 –  Cofidis, le Crédit en Ligne
- 2012 –  RadioShack-Nissan
- 2013 –  RadioShack Leopard
- 2014 –  Lotto-Belisol
- 2015 –  Lotto Soudal
- 2016 –  Lotto Soudal
- 2017 –  Lotto Soudal
- 2018 –  AG2R La Mondiale
- 2019 –  AG2R La Mondiale
- 2020 –  AG2R La Mondiale
- 2021 –  AG2R-Citroën
- 2022 –  Trek-Segafredo
- 2023 –  Trek-Segafredo

Augé ·
Blot · 
Buffaz · 
Cusin ·
Demaret ·
Dumoulin ·
Duque · 
El Fares ·
Fouchard ·
Gallopin · 
Ista ·
Kern ·
Keukeleire · 
Kriit ·
Labbe ·
Lafargue ·
Lambert ·
Levy ·
Minard · 
Moinard · 
Moncoutié · 
Monier ·
Mulder · 
Pauriol ·
Pervis ·
Sijmens · 
Sireau ·
Taaramäe · 
Thirionet · 
Valentin · 
Zingle ·
Bagot (stagiair) ·
Edet (stagiair) ·
Petit (stagiair)
Bagot ·
Barle · 
Buffaz · 
Crépelière ·
Cusin ·
Demaret ·
Dumoulin ·
Duque · 
Edet ·
El Fares ·
Fouchard ·
Gallopin ·
Grandjean ·
Hervio · 
Ista ·
Keukeleire · 
Kriit ·
Labbe ·
Lambert ·
Maté · 
Moncoutié · 
Monier ·
Petit ·
Saramotins · 
Sijmens · 
Taaramäe · 
Thirionet · 
Valentin · 
Vogondy ·
Zingle ·
Delalot (stagiair) ·
Lavieu (stagiair) ·
Molard (stagiair) 
Bakelants ·
Bennati ·
Bennett ·
Busche ·
Cancellara   ·
Didier ·
Fuglsang ·
Gallopin ·
Gerdemann ·
Hermans ·
Horner ·
Irizar ·
King ·
Klöden ·
Machado ·
Monfort ·
Nizzolo ·
Oliveira ·
Popovytsj ·
Posthuma ·
Rast ·
Rohregger · 
Roulston ·
A. Schleck ·
F. Schleck ·
Sergent ·
Voigt ·
Wagner ·
Zaugg ·
Zubeldia
Bakelants ·
Bennett ·
Busche ·
Cancellara ·
Devolder ·
Didier ·
Gallopin ·
Hermans ·
Hondo ·
Horner ·
Irizar ·
Jungels ·
King ·
Kišerlovski ·
Klöden ·
Machado ·
Monfort ·
Nizzolo ·
Oliveira ·
Popovytsj ·
Rast ·
Rohregger · 
Roulston ·
A. Schleck ·
F. Schleck ·
Sergent ·
Voigt ·
Zubeldia
Armée · Bak · Boeckmans · Breen · Broeckx · De Bie · Debusschere · De Clercq · Dehaes · Dockx · Gallopin · Greipel · Hansen · Henderson · Kaisen · Ligthart · Monfort · Roelandts · Sieberg · Vallée · Van den Broeck · Van der Sande · D. Vanendert · J. Vanendert · Van Genechten · Vervaeke · Wellens · Willems · Benoot (stagiair) · Meurisse (stagiair) · Naesen (stagiair)
Armée · Bak · Benoot · Boeckmans · Breen · Broeckx · De Buyst · De Bie · Debusschere · De Clercq · De Gendt · Dehaes · Dockx · Gallopin · Greipel · Hansen · Henderson · Ligthart · Monfort · Roelandts · Sieberg · Vallée · Van den Broeck · Van der Sande · D.Vanendert · J.Vanendert · Vervaeke · Wellens · Frison (stagiair) · Van Gestel (stagiair) · Van Rooy (stagiair)
Armée · Bak · Benoot · Boeckmans · Broeckx · De Buyst · De Bie · De Clercq · De Gendt · Debusschere · Dockx · Frison · Gallopin · Greipel · Hansen · Henderson · Ligthart · Marczyński · Monfort · Roelandts · Sieberg · Valls · Van der Sande · Vanendert · Vervaeke · Wallays · Wellens · Deltombe (stagiair) · Goolaerts (stagiair) · Shaw (stagiair)
Armée · Bak · Benoot · Boeckmans · De Bie · De Buyst · De Clercq · De Gendt · Debusschere · Frison · Gallopin · Greipel · Hansen · Hofland · Maes · Marczyński · Mertz · Monfort · Roelandts · Shaw · Sieberg · Valls · Van der Sande · Vanendert · Vervaeke · Wallays · Wellens · Wouters · Leysen (stagiair) · Planckaert (stagiair) · Van Gompel (stagiair)
Bagdonas · Bakelants · Barbier · Bardet · Bidard · Cherel · Chevrier · Cosnefroy · Denz · Dillier · Domont · Dumoulin · Dupont · Duval · Frank · Gallopin · Gastauer · Gautier · Geniez · Gougeard · Jauregui · Latour · Montaguti · Naesen · Peters · Vandenbergh · Venturini · Vuillermoz
Bagdonas · Bardet · Bidard · Bouchard · Cherel · Chevrier · Cosnefroy · Denz · Dillier · Domont · Dumoulin · Dupont · Duval · Frank · Gallopin · Gastauer · Geniez · Godon · Gougeard · Hänninen · Jauregui · Latour · Naesen · Paret-Peintre · Peters · Vandenbergh · Venturini · Vuillermoz · Warbasse · Champoussin (stagiair) · Hänninen (stagiair) · Jorgenson (stagiair) · Jullien (stagiair)
Bardet · Bidard · Bouchard · Champoussin (vanaf 1 april) · Cherel · Chevrier · Cosnefroy · Dillier · Domont · Duval · Frank · Gallopin · Gastauer · Geniez · Godon · Gougeard · Hänninen · Jauregui · Latour · L. Naesen · O. Naesen · Paret-Peintre · Peters · Tanfield · Vandenbergh · Vendrame · Venturini · Vuillermoz · Warbasse · Jullien (stagiair) · Reugel (stagiair) · Verger (stagiair)
Bidard · Bouchard · Calmejane · Champoussin · Cherel · Cosnefroy · Dewulf · Duval · Franktot en met 20 juni · Gallopin · Gastauer · Godon · Gougeard · Hänninen ·  Jullien · Jungels · L. Naesen · O. Naesen · O'Connor · Paret-Peintre · Peters · Prodhomme · Sarreau · Schär · Touzé · Van Avermaet · Van Hoecke · Vendrame · Venturini · Warbasse · Delphis (stagiair) · Lapeira (stagiair) · Retailleau (stagiair)
Aberasturi · Baroncini · Bernard · Brambilla · Brustenga · Cataldo · Ciccone · Egholm · Elissonde · Gallopin · Gebreigzabhier· Hellemose · Hoelgaard · Hoole · Kamp · Kirsch · Liepiņš · López · Mollema · Mosca · Moschetti · Pedersen · Pellaud · Simmons · Skjelmose Jensen · Skujiņš · Stuyven · Theuns · Tiberi · Tolhoek · Vergaerde · Nys (stagiair) · Vacek (stagiair)
Aberasturi · Baroncini · Bernard · Brustenga · Cataldo · Ciccone · Elissonde · Gallopin · Gebreigzabhier · Hellemose · Hoelgaard · Hoole · Kirsch · Liepiņš · López · Mollema · Mosca · Nys · Mad.Pedersen · Simmons · Skjelmose · Skujiņš · Stuyven · Tesfatsion · Theuns · Tiberi (tot 28/4) · Tolhoek · Vacek · Vergaerde · Aebersold (stagiair) · Mar.Pedersen (stagiair) · Teutenberg (stagiair)